# Dubiepeira lamolina
Dubiepeira lamolina är en spindelart som beskrevs av Levi 1991. Dubiepeira lamolina ingår i släktet Dubiepeira och familjen hjulspindlar. Inga underarter finns listade i Catalogue of Life.